# Filip Zadina
Filip Zadina (Pardubice, República Checa, 27 de noviembre de 1999) es un jugador profesional checo de hockey sobre hielo que se desempeña en la posición de extremo derecho en San Jose Sharks, equipo de la National Hockey League (NHL).

## Carrera
Fue seleccionado en la primera ronda en la NHL Entry Draft de 2018. Hizo su debut profesional con el equipo Detroit Red Wings, en el cual jugó cinco temporadas (2018-2023), después pasó a San Jose Sharks, donde lleva jugando una temporada.